# Niuginitrichia bomberi
Niuginitrichia bomberi är en nattsländeart som beskrevs av Wells 1990. Niuginitrichia bomberi ingår i släktet Niuginitrichia och familjen smånattsländor. Inga underarter finns listade i Catalogue of Life.